# Dupoa labradorica
Dupoa labradorica är en gräsart som först beskrevs av Ernst Gottlieb von Steudel, och fick sitt nu gällande namn av J.Cay. och S.J. Darbyshire. Dupoa labradorica ingår i släktet Dupoa och familjen gräs. Inga underarter finns listade i Catalogue of Life.